# Slaves in Bondage
Slaves in Bondage es una película estadounidense del año 1937, dirigida por Elmer Clifton. Está protagonizada por Lona Andre, Donald Reed y Wheeler Oakman.

## Argumento
La historia relata como unas ingenuas chicas procedentes del medio rural son atraídas a la gran ciudad con la promesa de un empleo. Una vez allí, solo conseguirán verse forzadas a ejercer la prostitución de manera forzada en decadentes burdeles de clase alta.
Una joven, Mary Lou, se encuentra atrapada en la red de prostitución.
Ella logra hablar con un detective de la policía, a quien cuenta que
la mantienen en el Berrywood Road House,un bien conocido antro de
iniquidad. Jim Murray y la esteticista Belle Harris están usando su
tienda de belleza para reclutar chicas para el círculo de prostitución
de Road House. Dona Lee, que trabaja en el salón de belleza, está 
enamorada de Philip, un joven reportero, pero Murray se siente celoso,
y le hace la vida imposible.  

## Comentario
Estrenada el 25 de julio de 1937 en los Estados Unidos,
se trata de una película de bajo presupuesto, producida e manera
independiente, dentro de lo que se conoce como cine de explotación. Aparentemente, es un relato que busca prevenir sobre las maldades de los círculos de prostitución que operan en las grandes ciudades de los Estados Unidos. En realidad, este tipo de películas trataban las formas de pecado y depravación en la sociedad de manera sensacionalista, movidas más por un afán comercial.
En el cine de explotación se reflejaban temas como el abuso de drogas, la promiscuidad sexual, etc. En algunas ocasiones se incluían 
breves escenas de desnudo, algo que no solía permitirse por la 
censura americana, es el caso de Marihuana (1936),
Sex Madness (1937) o Assassin of Youth (1937), también
dirigidas por Elmer Clifton.  
Slaves in Bondage es una de las primeras películas exhibidas
de manera pública que representaba cierta clase de fetichismos. Por 
ejemplo, Belle,la madame del burdel, muestra a Dona la habitación
oriental, reservada para lo exótico, en la que dos mujeres,
masoquistas, vestidas con lencería, se azotan mutuamente la una a la 
otra por turnos. También existe una erótica catfight o pelea de gatas, en la que, para diversión de los patronos del local, las mujeres luchan de manera enérgica, se abofetean, se tiran de los pelos y se rompen las vestiduras.  
La película original se cree perdida, pero pudo encontrarse una copia,
y Slaves in Bondage se encuentra disponible actualmente en VHS y 
DVD.

## Reparto
- Intérprete(Personaje)

- Lona Andre (Dona Lee)
- Donald Reed (Phillip Miller)
- Wheeler Oakman (Jim Murray)
- Florence Dudley (Belle Harris)
- John Merton (Nick Costello)
- Richard Cramer (Dutch Hendricks)
- William Royle (como William Royale) (Editor del periódico)
- Edward Peil Sr. (Capitán de la policía)
- Louise Small (Mary Lou Smith)
- Matty Roubert (Freddy)
- Suzanna Kim (como Princess Suzanna Kim) (Bailarina exótica)
- Ed Carey (Detective)
- Martha Chapin (Lillian, la Venus Rubia)
- Jack Cheatham (Encargado del Club Bubble)
- Donald Kerr (Bebedor en el Club Bubble 1#)
- Henry Roquemore (Bebedor en el Club Bubble 2#)
- Eddie Laughton (Sam Ward)
- Sam Lufkin (Camarero del Club Bubble)
- Stanley Mack (Detective)
- Murdock MacQuarrie (Jugador)
- Fred Parker (Jugador)
- Bob Reeves (Policía)
- Lottie Smith (Rosie, la Bella Morena)
- Arthur Thalasso (Funcionario de la policía)
- Carl Mathews (Camarero del Club Bubble)

- Especialistas

- Carl Mathews

Solamente aparecen en los títulos de crédito los once primeros 
intérpretes mencionados.

## Títulos
- Crusade Against Rackets (USA)
- En las garras del vicio (Argentina)
- Slaves in Bondage (USA)

## Distribuidoras
- Roadshow Attractions (USA) (Salas de cine) (1937)
- Alpha Video Distributors (USA) (DVD) (2003)
- Alpha Video Distributors (USA) (VHS) (2003)
- Mill Creek Entertainment (USA) (DVD) (2006)
- Reel Media International (A nivel mundial) (Todos los medios) (2007)
- Sinister Cinema (USA) (VHS)
- Sinister Cinema (USA) (DVD)